# Рудник Монте-Лабро
Рудник Монте-Лабро – колишній італійський гірничодобувний майданчик, що діяв у регіоні Тоскана дещо більш за півсотні кілометрів на південний схід від Сієни.
Розташований на півдні Тоскани район вулкану Монте-Аміата відомий своїми копальнями ртутної руди (кіноварі), однією з яких була Монте-Лабро. Вона почала свою роботу в 1920-му та належала компанії Società Mercurifera Italiana (SMI), що була заснована роком раніше. Станом на 1928 рік на родовищі фактично діяли дві копальні:
- Монте-Лабро, також відома як Бандітелла, що на той час мала довжину галерей 1,5 км та шахту глибиною 120 метрів;
- Anteie, де вже було споруджено штольню довжиною 0,5 км, яка у підсумку повинна була досягнути довжини 1,3 км та забезпечити сполучення із копальнею Бандітелла.
Видобуту руду відправляли канатною дорогою завдовжки 5 км на майданчик належного тій же SMI рудника Баньоре, де в 1923-му ввели в дію першу піч для плавки руди. 
Розробка Монте-Лабро зупинилась в 1933-му на тлі наслідків світової економічної кризи, що призвели до банкрутства SMI.
У 1955-му права на копальні передали двом новим надрокористувачам – об’єкт з назвою Монте-Лабро І отримала нова компанія Società Mercurifera Italiana, що належала до групи Edison (з 1966-го унаслідок злиття стала частиною концерну Montedison), тоді як Монте-Лабро ІІ відійшла до Monte Amiata SpA. Втім, історія добувного регіону Монте-Аміата на тлі неспростовних даних щодо шкідливого впливу ртуті та виснаження запасів добігала завершення і в 1976 та 1977 роках обидва надрокористувачі відмовились від ліцензій.
Відомо, що всього на заводі Баньоре з руди обох копалень Монте-Лабро отримали дещо більш за 400 тонн ртуті.